# Thomas Halwa
Thomas „Tom“ Halwa (* 1971 in Kufstein) ist ein österreichischer bildender Künstler, Musiker, Mediengestalter und Urbanist.

## Leben
Neben seiner Ausbildung als Textiltechniker und Innenarchitekt machte er Musik und erarbeitete sich Kenntnisse der visuellen Darstellung und des Coding. Gleich nach Schulabschluss präsentierte er 21 Wandteppiche in Ausstellungen in Kuchl und Hallein.
1987 spielte Halwa Gitarre bei der Indieband Malin Head und von 1990 bis 1997 bei Davy Jones’s Locker. Ab 1995 produzierte Halwa für Architekten 3D-Visualisierungen und experimentierte mit multimedialen Produktionsverfahren.
Tom Halwa lebt und arbeitet im Bundesland Salzburg.

## Performances, Kunstinstallationen
Mit der audio-visuellen Performance Input Overload in Spittal am Millstätter See 1998 nahm er die mediale Reizüberflutung der 2010 – 2020er Jahre vorweg.
Tom Halwa gründete 2000 das Produktionslabel pixREmix, trat 2–3 mal pro Woche bei Clubbings, Events und Festivals auf, entwickelte Bühneninstallationen und produzierte Performance-Videos. Bei der Sommer Szene 2004 war Tom Halwa mit der Performance Simultan Welten vertreten.
Von 2004 bis 2009 war Halwa Resident-VJ im Republic-Café. Für die Szene Salzburg und andere Kulturinstitutionen produzierte er zahlreiche Präsentationen und Installationen.
Er begleitete die Bands ROIA, Soberkiller und Helo als VJ.
Seit 2018 ist Tom Halwa für die Videotechnik in der Felsenreitschule bei den Salzburger Festspielen verantwortlich. 2020 war er mit Robert Wilson als Video-Operator im Théâtre des Champs-Elysées und im Grand Théâtre de Genève.
Seit 2005 gestaltet Tom Halwa regelmäßig die Ausstellungen des Museums Kuchl.

## Urbanist
Der holistisch denkende Autodidakt erkannte schon früh den Einfluss der räumlichen Struktur auf Menschen und die Gesellschaft.
2001 gestaltete er den Cyber-Tower, ein virtuelles Gebäude im Zentrum seines Wohnortes Kuchl und kombinierte die Präsentation mit einer Umfrage. Während der Eröffnung des neu gestalteten Marktplatzes sollten die Besucher auf den Cyber-Tower-Flyer notieren, was sie in Kuchl vermissen. Die ausgewertete Umfrage übergab Tom Halwa dem Bürgermeister. Bürgerbeteiligungsprozesse sollten erst knapp 20 Jahre später Standard werden.
2010 entwickelte er die Informationsplattform Next Kuchl und sammelte in sieben Jahren circa 6000 Beiträge zum Thema räumliche Entwicklung, die er in der Ausstellung Lebensraum Zukunft aufbereitete.

In einer interaktiven Installation dokumentierte Tom Halwa 2015 den Zeitverlauf der Siedlungsentwicklung der Marktgemeinde Kuchl. Die Arbeit begann mit den ersten Sakralbauten im 13. Jh. und endete mit der Zersiedelung im 20. Jh. Halwa erstellte aus dieser Häuserchronik mehrere Animationen für Vorträgen und Ausstellungen.

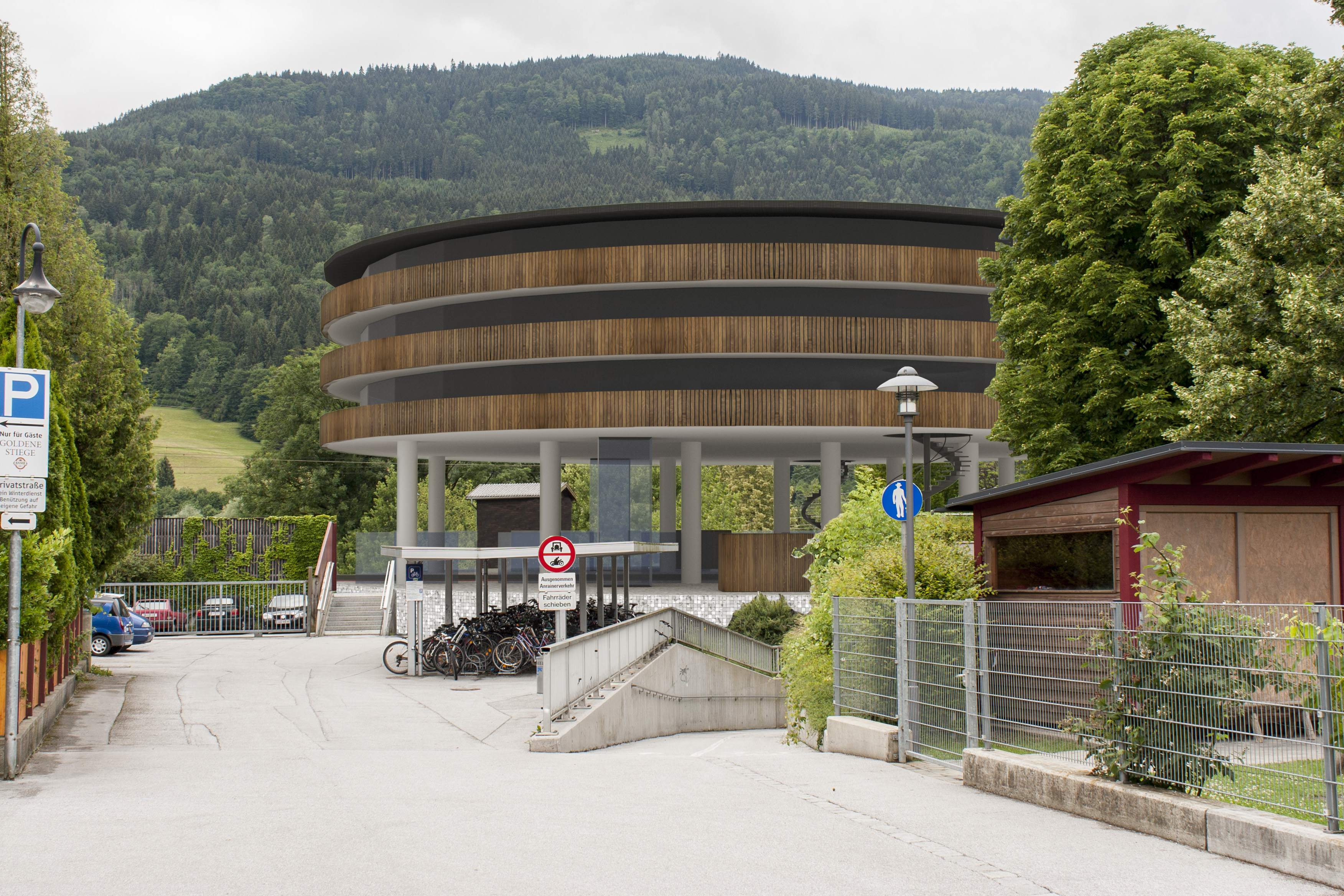
S3-Haltestelle Kuchl

Die Vision einer überbauten S-Bahn-Station visualisierte Tom Halwa 2018.
Tom Halwa ist neben Robert Krasser und Gernot Mittersteiner Mitbegründer der Pattern Community – Institut für lebendige Dörfer, Städte und Regionen. Die Pattern Community hält Vorträge an Universitäten, veranstaltet Workshops und Wettbewerbe und betreibt das „Pattern-Language“-Wiki, eine Sammlung von generischen Planungsmustern nach Christopher Alexanders „Eine Muster-Sprache“.

## Projekte
- 1998 Input Overload
- 1998 Neuropulse
- 2001 Cyber Tower[16]
- 2004 Simultan Welten
- 2008 Next Kuchl[17]
- 2010 Symposion: Interdisciplinary Space Management[18]
- 2017 Lebensraum Zukunft – Die Ausstellung[19]
- 2018 S3-Station Kuchl[20]
- 2020 Pattern Language Wiki[21]